# Der Golem, wie er in die Welt kam
Der Golem, wie er in die Welt kam, també coneguda com Der Golem és una pel·lícula muda de terror alemanya del 1920 i un exemple destacat del primer expressionisme alemany. El director Paul Wegener, que va codirigir la pel·lícula amb Carl Boese i va coescriure el guió amb Henrik Galeen basat en la novel·la de 1915 de Gustav Meyrink. És protagonitzada pel Gòlem, un ésser del folklore jueu creat a partir d'argila. El fotògraf Karl Freund va començar a treballar a les pel·lícules clàssiques de terror de la dècada de 1930 d'Universal anys més tard a Hollywood.
És la tercera de les tres pel·lícules que Wegener va fer amb el gòlem, les altres dues són Der Golem (1915) i la breu comèdia Der Golem und die Tänzerin (1917), en què Wegener es maquilla com el gòlem per espantar una senyoreta de la qual està enamorat. Der Golem, wie er in die Welt kam és una preqüela de Der Golem de 1915 i, com l'única de les tres pel·lícules que no s'ha perdut, és la més conegut de la sèrie.

## Sinopsi

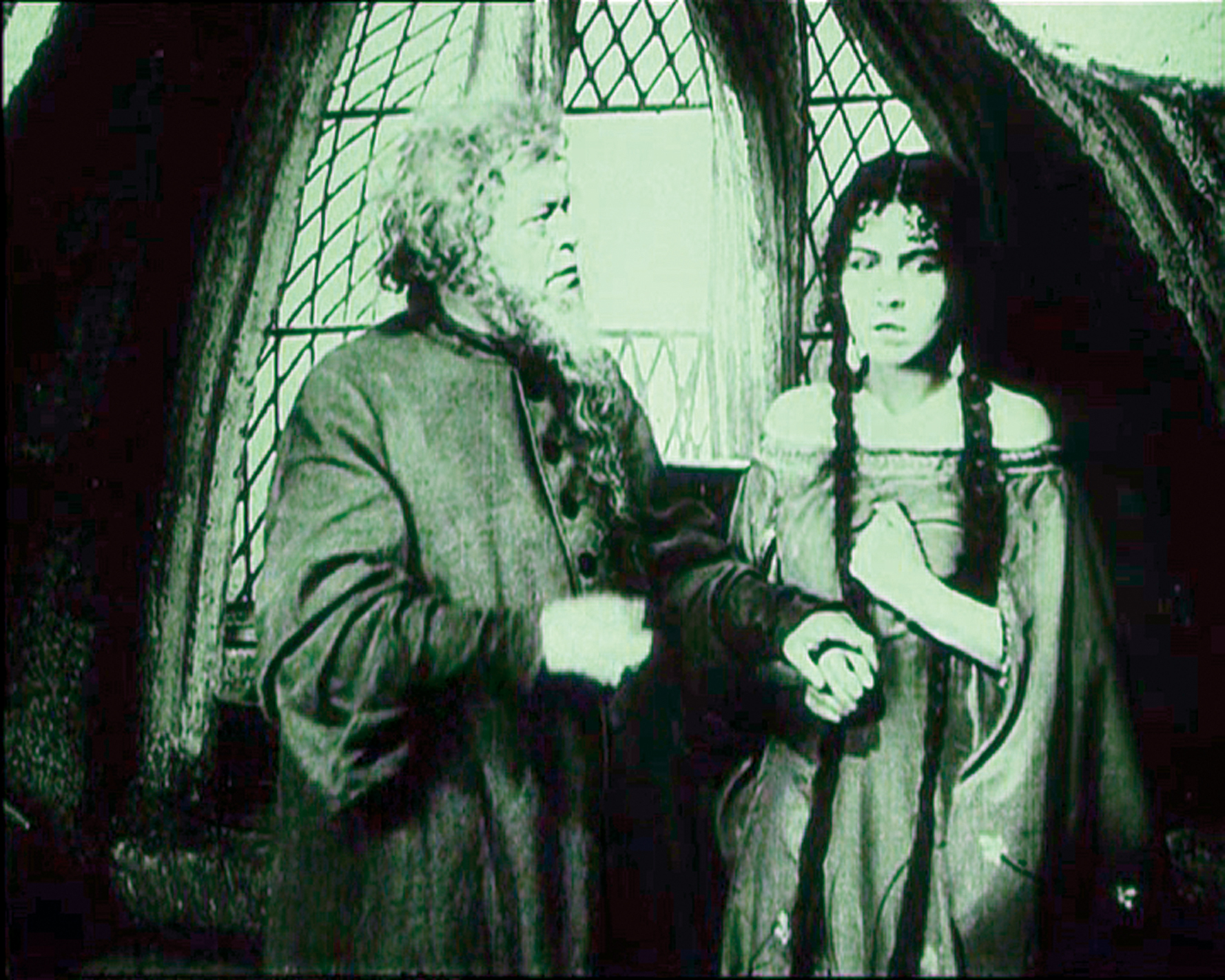
Fotograma d'un muntatge amb tintat Rabbi Low (A. Steinrück) i Miriam (Lyda Salmonova).

A la Praga del segle xvi, el rabí Loew, tant filòsof com mag, que va veure en les estrelles l'anunci d'un gran perill per als jueus, fa una estàtua d'argila en la qual col·loca la preciosa «paraula de vida», el tetragrama sagrat del nom de Déu, per salvar el poble jueu. Llavors dona vida a una estàtua colossal d'argila, el Gòlem. El Gòlem té una força prodigiosa, però només s'ha d'utilitzar per a una missió pacífica. Poc abans, l'emperador Rodolf II va emetre un decret ordenant als jueus que abandonessin la ciutat immediatament. Al mateix temps, la filla del rabí, Miriam, s'enamora de Florian, un cortesà i missatger de l'emperador.
El rabí Loew, però, aconsegueix persuadir l'emperador perquè li mostri el Gòlem. Li demana al rabí que demostri la seva màgia. Això mostra a l'emperador i a la seva cort una visió de l'èxode dels jueus. Aquesta visió fa riure els cortesans, la qual cosa provoca una maledicció, ja que el castell comença a enfonsar-se. Aleshores, el Gòlem salva la vida de l'emperador i dels cortesans suportant el sostre que amenaçava d'aixafar-los. En reconeixement, els jueus ja no són expulsats de la ciutat. Però mentre el rabí pren la vida del Gòlem, aquest és reviscut pel seu assistent, amb ganes de perseguir en Florian de l'habitació de la filla del rabí. Aleshores, el Gòlem s'enamora de la jove i després s'aixeca contra tots aquells que volen impedir-ho i treure-li la vida. Després sembra el terror al gueto jueu. Una nena innocent li entrega la poma de la reconciliació. Somrient per primera vegada, torna a la pols.

## Repartiment
- Albert Steinrück com Rabbi Loew
- Paul Wegener com el Gòlem
- Lyda Salmonova com Miriam[5]
- Ernst Deutsch com assistent de Loew
- Lothar Müthel com el cavaller Florian
- Otto Gebühr com l'Emperador
- Hans Stürm com Rabbi Jehuda
- Max Kronert com el porter
- Greta Schröder com la dama a la cort
- Loni Nest com la noia
- Fritz Feld com bufó

## Producció

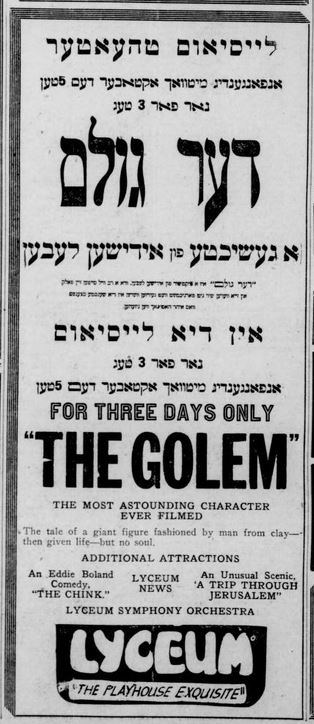
Diari estatunidenc del 1921 en ídix i anglès

Wegener havia quedat descontent amb el seu intent de 1915 d'explicar la història, a causa dels compromisos que va haver de fer durant la seva producci]. El seu intent de 1920 tenia la intenció de transmetre més directament la llegenda tal com la va sentir explicar a Praga mentre filmava Der Student von Prag (1913).
El 1919, Wegener va anunciar plans per Alraune und der Golem, unint els dos personatges del folklore en una pel·lícula. Tot i que els cartells i altres materials publicitaris sobreviuen, gairebé segur que mai es van fer. En canvi, Wegener va produir la seva pel·lícula de 1920, però més tard va interpretar el professor Jakob ten Brinken a la versió de 1928 d'Alraune.
Va ser rodat als Estudis Tempelhof de Berlín. L'arquitecte i dissenyador Hans Poelzig va crear l'escenari de la pel·lícula com una interpretació molt estilitzada dels gueto jueu de Praga.

## Estrena i recepció
A Alemanya, la pel·lícula va rebre una acollida estel·lar. Segons Spiro, la pel·lícula "es va exhaurir l'estrena de Berlín a Ufa-Palast am Zoo el 29 d'octubre de 1920 i es va presentar a les sales completes durant dos mesos seguits".
La pel·lícula es va estrenar per primera vegada als Estats Units a la ciutat de Nova York l'any 1921 al Criterion Theatre. Va ser la pel·lícula més llarga a la mateixa sala aquell any, després d'haver-se presentat durant 16 setmanes consecutives al teatre. Malgrat el calorós estiu, la pel·lícula es va projectar a sales completes cada dia, diverses vegades al dia. El seu llançament va iniciar l'anomenat "culte del gòlem" de mitjans i adaptacions relacionades amb el gòlem.

## Preservació i estat de vídeo domèstic
Der Golem es troba al domini públic i al llarg dels anys s'ha llançat moltes vegades en versions en blanc i negre de mala qualitat i sense restaurar. És l'única pel·lícula de la trilogia Golem que va sobreviure a la Segona Guerra Mundial.
La pel·lícula va ser restaurada per primera vegada l'any 1977 a Alemanya i amb la banda sonora Karl-Ernst Sasse. Aquesta versió no està disponible en vídeo domèstic.
L'any 2000, la Cineteca del Comune di Bologna va fer una segona restauració als laboratoris de L'Immagine Ritrovata a Itàlia i amb llicència de Transit Film. Aquesta versió es basa en una impressió d'exportació transferida a 20 fotogrames per segon (85 minuts) i amb el seu tintatge original intacte. Va rebre una partitura de conjunt per Aljoscha Zimmermann i es va publicar en DVD a Alemanya (Universum Film, 2004), el Regne Unit (Eureka, 2003), França (mk2, 2006), Espanya (Divisa, 2003) i els EUA (Kino Lorber, 2002) 
Una tercera restauració, totalment digital, aquesta vegada basada en el negatiu domèstic original, va ser completada per la Friedrich Wilhelm Murnau Foundation el 2017 i està disponible a DCP.Va rebre tres partitures úniques i es va publicar en Blu-ray i DVD a Alemanya (Universum Film, 2019), al Regne Unit (Masters of Cinema, 2019) i als Estats Units (Kino Lorber, 2020).
La pel·lícula va ser acompanyada per primera vegada a l'estrena per una partitura del compositor jueu alemany Hans Landsberger. Aquesta partitura original es va considerar perduda durant dècades, fins que va ser redescoberta l'any 2018. Va ser reconstruïda i orquestrada, i la reconstrucció es va estrenar a Weimar el setembre de 2020.

## Explicacions
1. ↑  La pel·lícula es va estrenar per separat el 1921 als Estats Units, la qual cosa va portar algunes fonts a assenyalar que la pel·lícula es va estrenar el 1921, fent referència a la versió en anglès.[1]